# Щириця біла
{{#ifeq:0|0|{{#if:|{{#if:Amaranthusalbus|[[]}}|}}}}
Щириця біла (Amaranthus albus L.) — вид рослин з роду щириця (Amaranthus) родини амарантових (Amaranthaceae).

## Загальна біоморфологічна характеристика

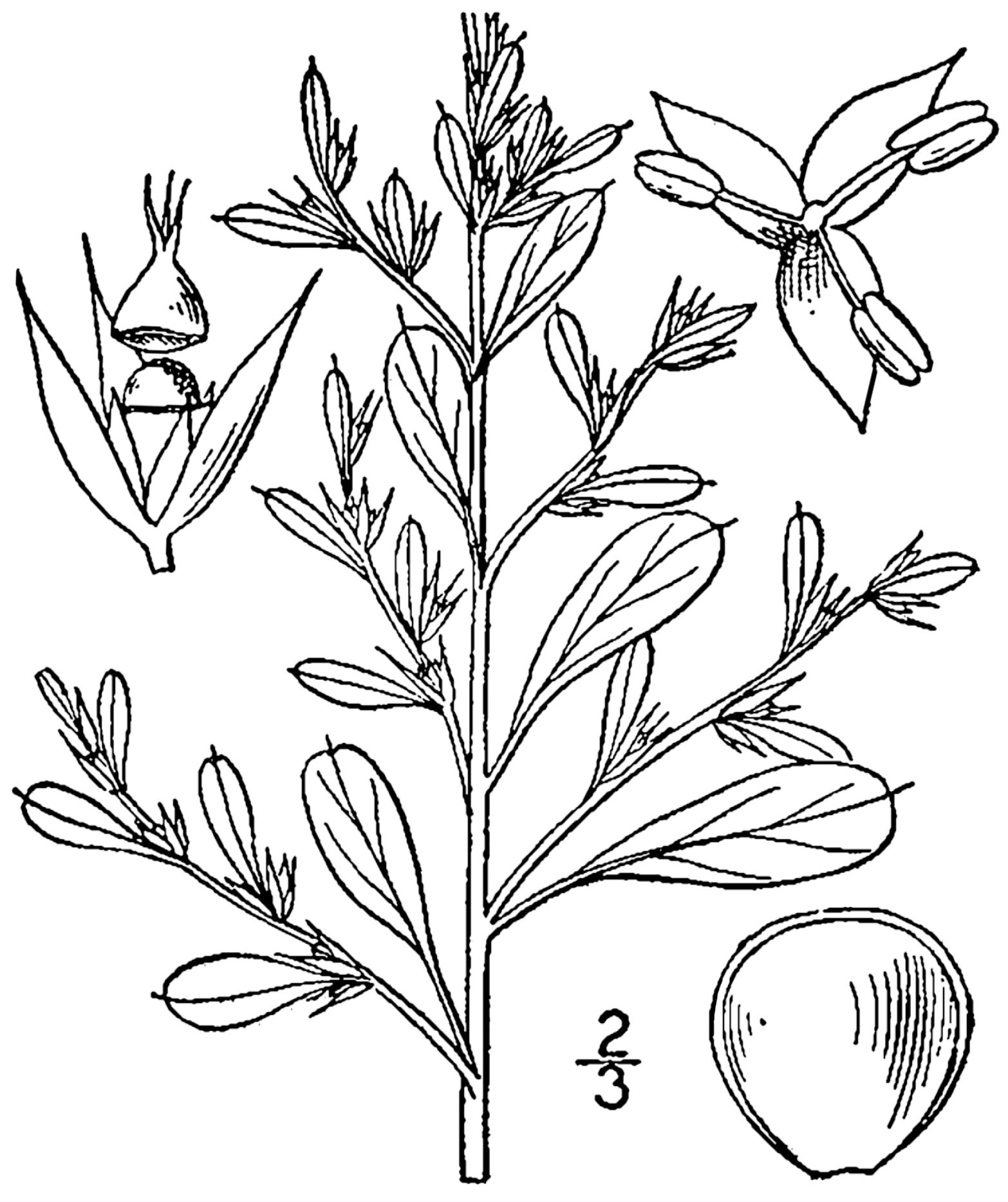
Ілюстрація щириці лободової у виданні Britton, N. L., and A. Brown. 1913. An illustrated flora of the northern United States, Canada and the British Possessions. 3 vols. Charles Scribner's Sons, New York. Vol. 2: 3.

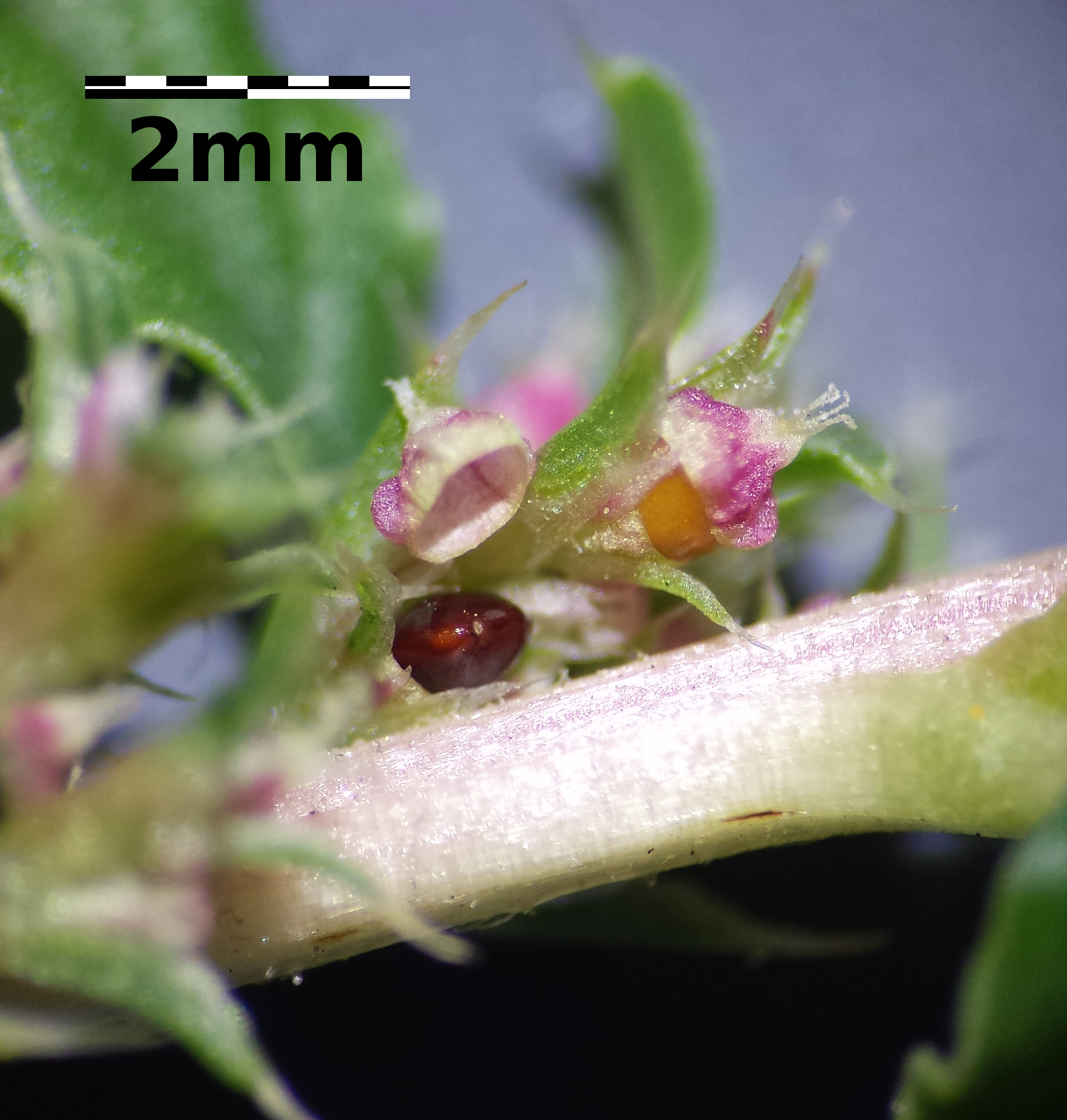
Квітки щириці білої у збільшеному вигляді

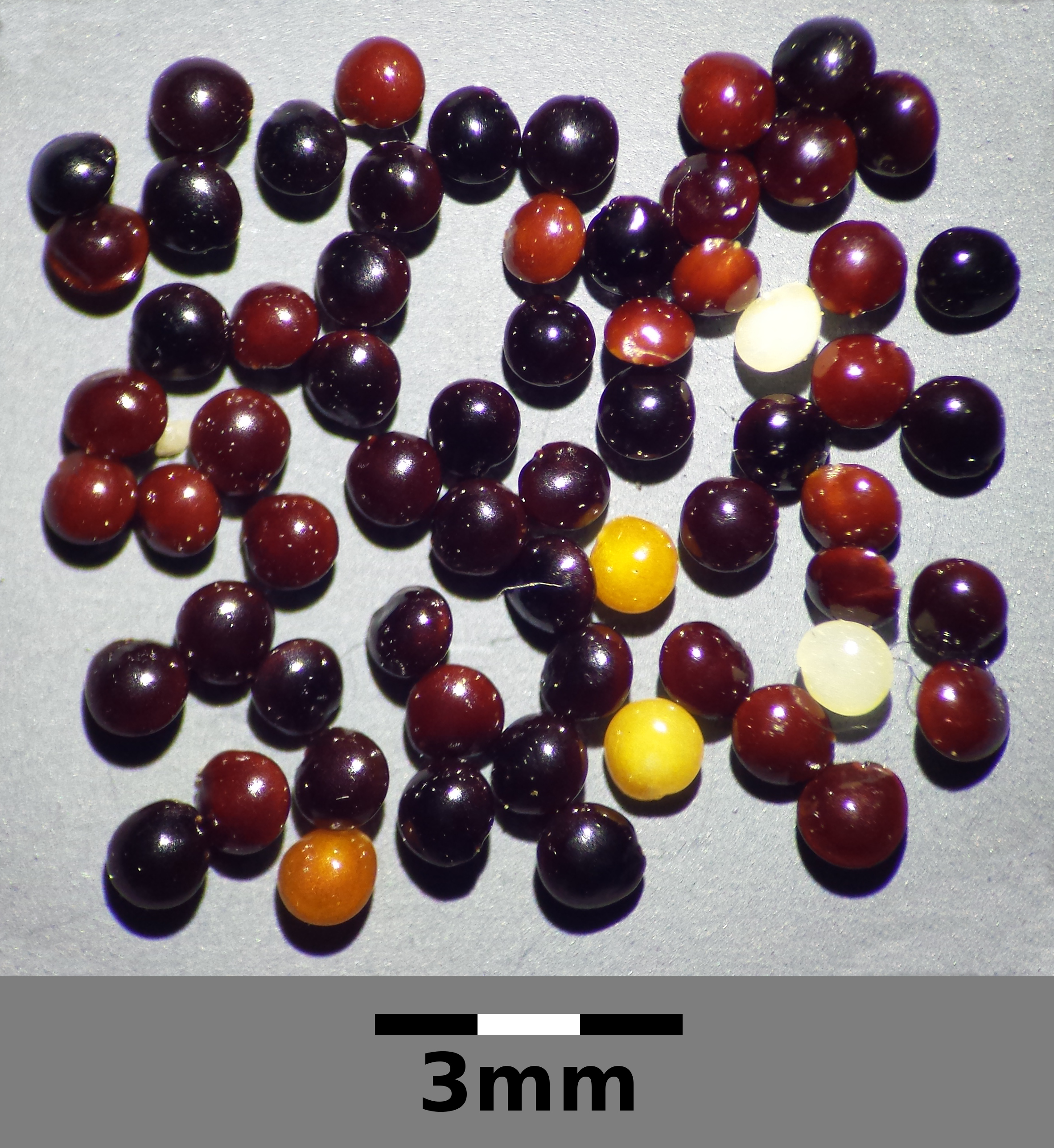
Насіння щириці білої у збільшеному вигляді

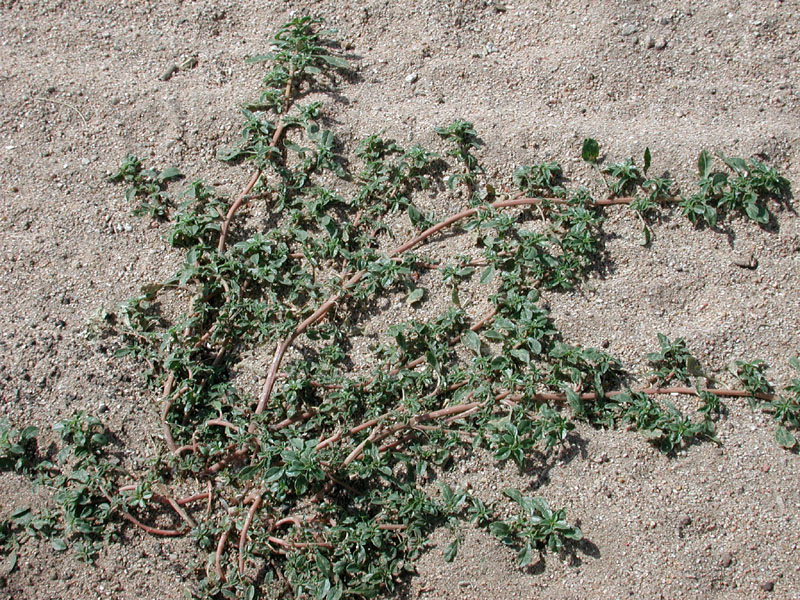
Щириця біла в Аризоні, США

Пізній ярий однорічник. Стебло растопирено-гіллясте від основи, пряме або лежаче, гілки білуваті, голі, рідше з розсіяними короткими лускатими волосками, 20-30 (70) см заввишки, листя дрібне, 6-17 мм завдовжки і 3-8 мм завширшки, довгасто-обернено-яйцеподібне або лопатоподібне, на верхівці округле або злегка виїмчасте, з вістрям 0,5-1 мм завдовжки, по краю злегка хвилясте, до основи звужене в короткий черешок, що в 2-3 рази коротше пластинки. Корінь стрижневий, проникаючий на глибину 135—200 см. Квітки тричленні, в пучках або невеликих колосоподібних суцвіттях, розташовані в пазухах листків; приквітки лінійно-ланцетні, шилоподібно загострені, внизу по краю плівчасті, в 1,5-2 рази перевищують квітки. Тичинок — три. Плід — обернено-яйцеподібна коробочка 1,5 мм завдовжки, насіння чорне, гладке, глянцевито блискуче, по краю з гострою облямівкою, діаметром 0,75-1 мм, 0,5-0,6 мм завтовшки. Маса 1000 насінин 0,3 г. Цвіте в липні-вересні, плодоносить у вересні-жовтні. Період біологічного спокою 6-8 місяців. Максимальна плодючість однієї рослини близько 6 млн насіння. Максимальна глибина, з якою з'являються сходи, 6-8 см. Насіння зберігає схожість у ґрунті до 40 років. Сходи з'являються при мінімальній температурі 10-12 °С і оптимальній 28-36 °С (з квітня по серпень).
Число хромосом: 2n = 32, 34.

## Поширення

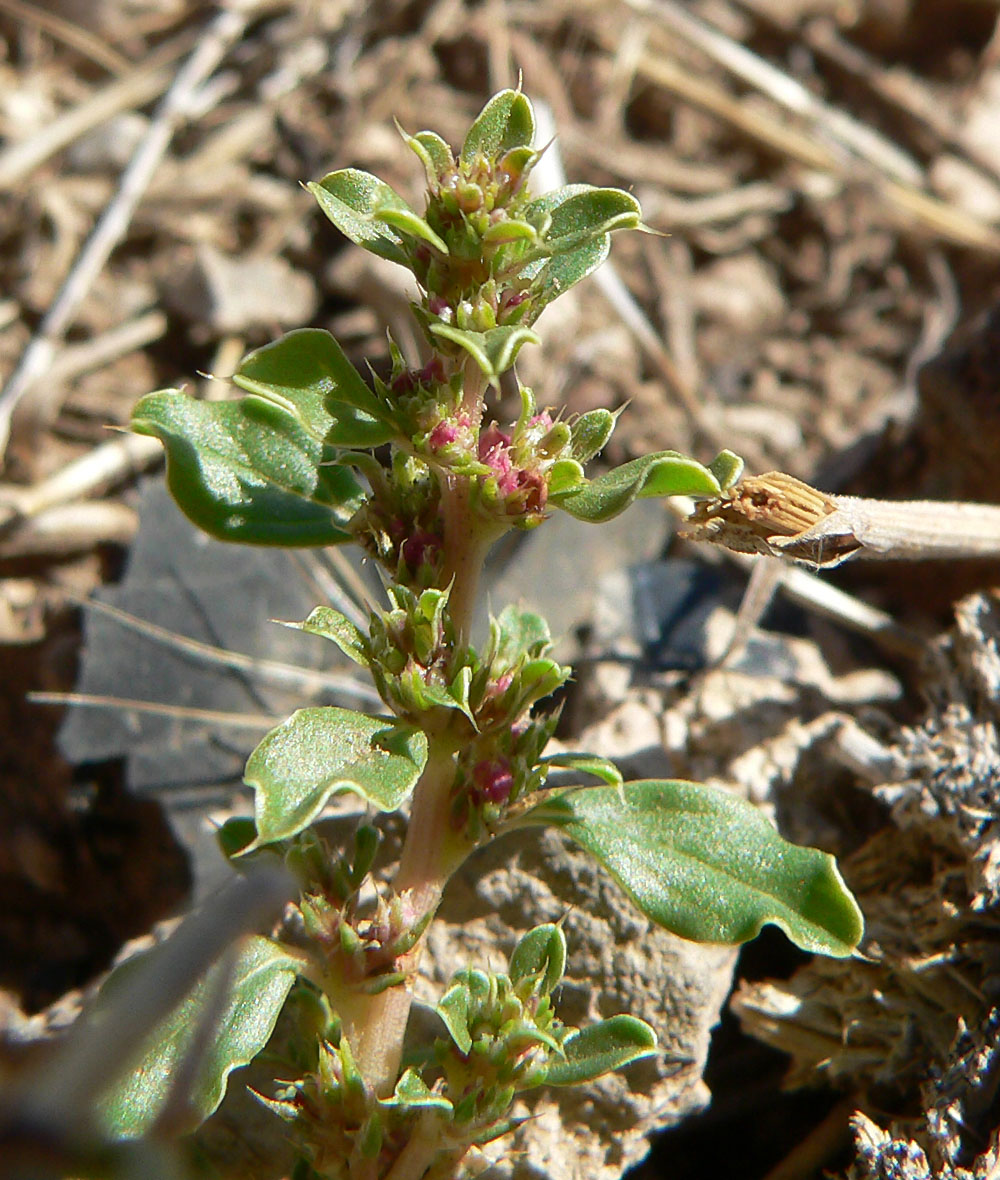
Щириця біла

Майже космополітичний вид.

### Природний ареал
- Північна Америка
  - Субарктична Америка: США — Аляска
  - Східна Канада: Нью-Брансвік, Ньюфаундленд, Нова Шотландія, Онтаріо, Квебек
  - Західна Канада: Альберта, Британська Колумбія, Манітоба, Саскачеван
  - Північний Схід США: Коннектикут, Індіана, Мен, Мічиган, Нью-Гемпшир, Нью-Джерсі, Нью-Йорк, Огайо, Пенсільванія, Род-Айленд, Вермонт, Західна Вірджинія
  - Північний Центр США: Іллінойс, Айова, Канзас, Міннесота, Міссурі, Небраска, Північна Дакота, Оклахома, Південна Дакота, Вісконсин
  - Північний Захід США: Колорадо, Айдахо, Монтана, Орегон, Вашингтон, Вайомінг
  - Південь США: Арканзас, Делавер, Округ Колумбія, Флорида, Джорджія, Кентуккі, Луїзіана, Меріленд, Міссісіпі, Північна Кароліна, Південна Кароліна, Теннессі, Вірджинія
  - Південний Центр США: Нью-Мексико, Техас
  - Південний Захід США: Аризона, Каліфорнія, Невада, Юта

### Інтродукція
Широко інтродукована в інших регіонах світу.
В Україні росте на полях, пасовищах, особливо багато її на чорноземних та темно-каштанових ґрунтах південних посушливих областей.

## Екологія

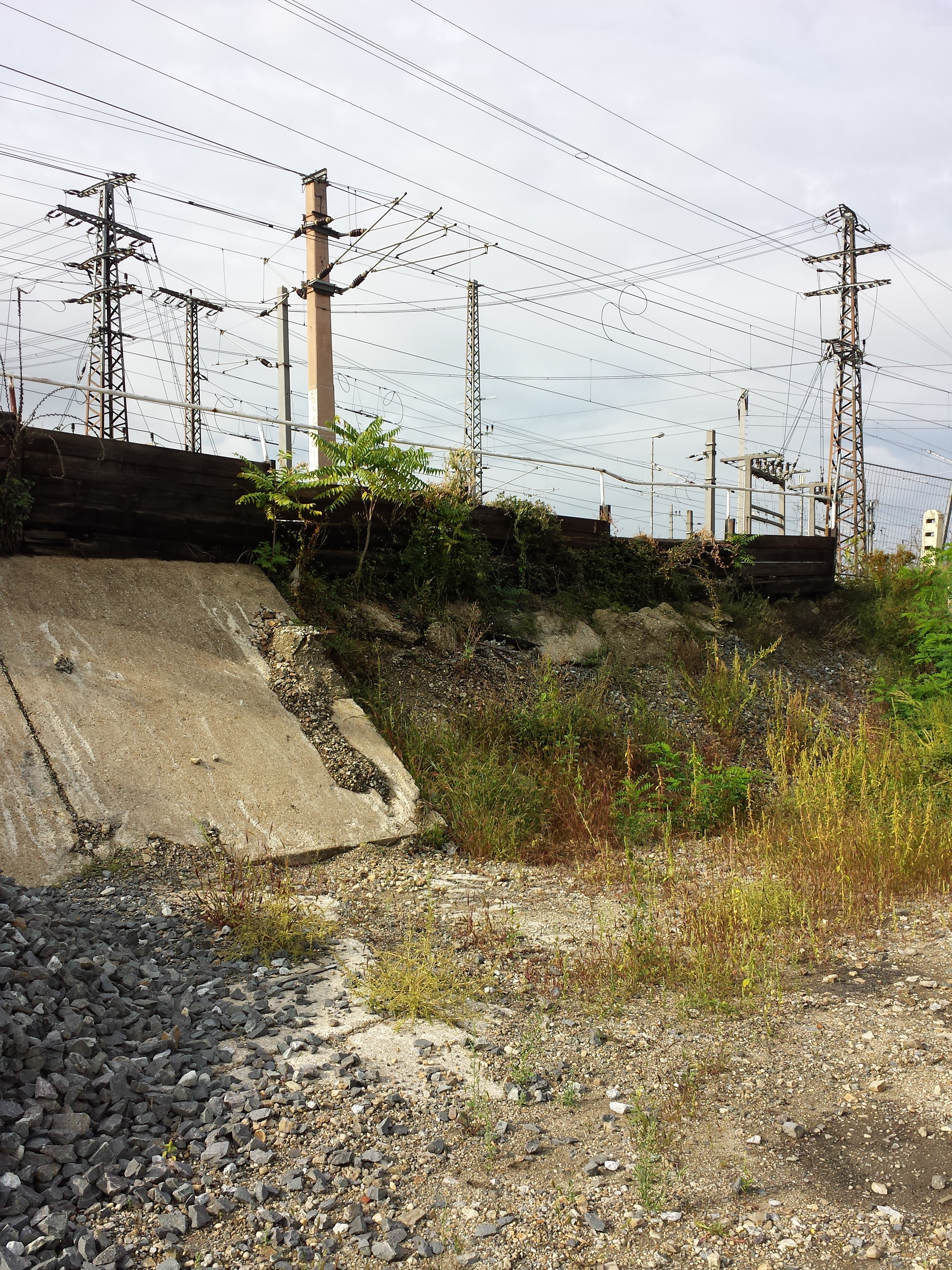
Зарості щириці білої біля залізничної станції в Австрії

Ксерофіт, мешкає на недостатньо вологих, легких, багатих поживними речовинами ґрунтах. Віддає перевагу дуже теплому місцеперебуванню. Відрізняється надзвичайною швидкістю розповсюдження.

## Господарське значення
Засмічує посіви просапних та зернових культур, бавовнику, кукурудзи, сої, цукрових буряків. Рідше зустрічається на городах, у виноградниках, садах, уздовж доріг, залізничних колій, біля житла.
Захисні заходи: пожнивне лущення, міжрядна обробка, хімічна прополка.